# Dia do nome

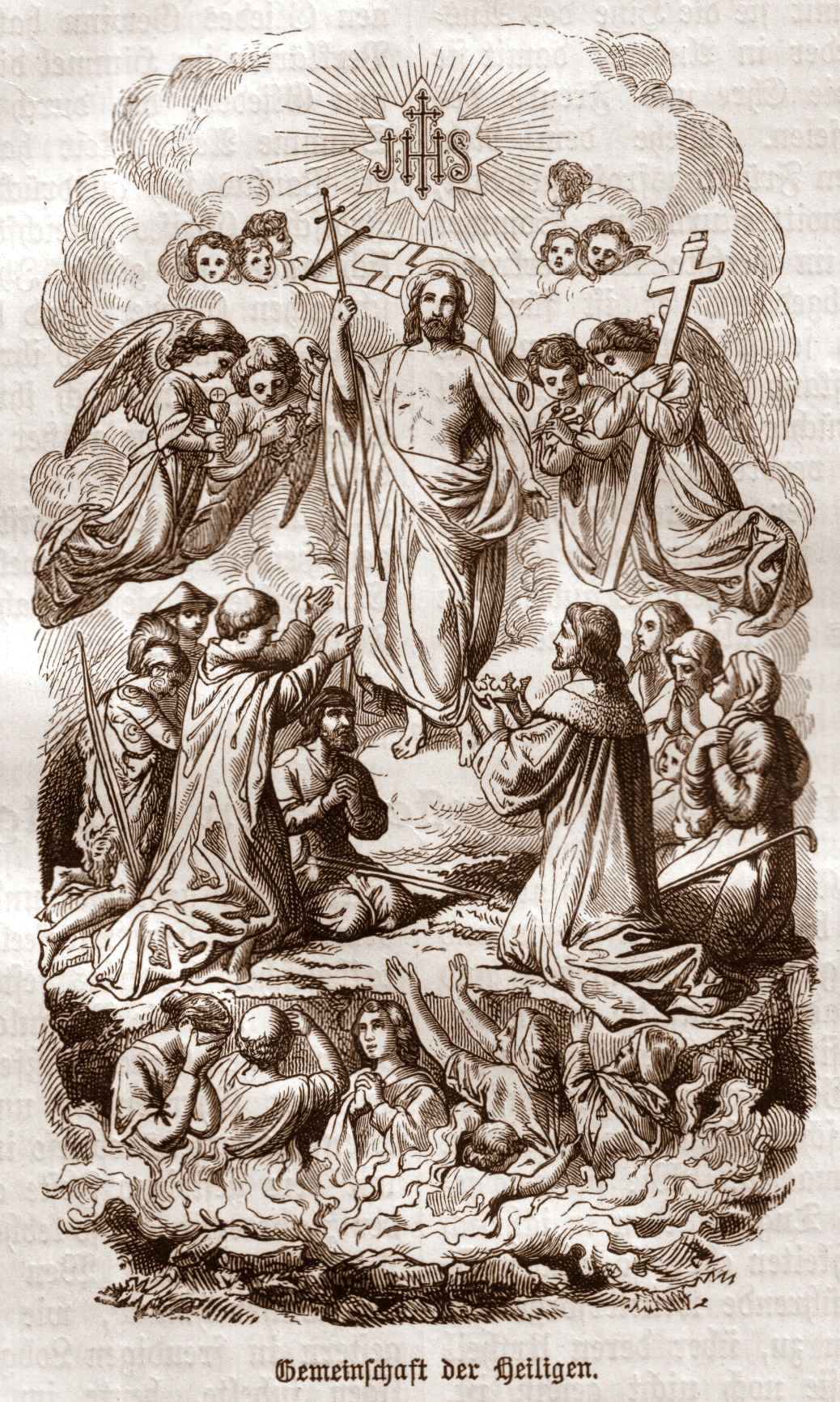
Rudolph Blättler, xilogravura: Comunhão dos Santos com Cristo Ressuscitado

O dia do nome cristão de uma pessoa é o dia de comemoração litúrgica de um santo no ano eclesiástico cujo nome essa pessoa carrega (santo padroeiro) . Em algumas regiões ou países católicos e ortodoxos, a celebração dos dias de nome é mais importante, ou pelo menos tão importante quanto, os aniversários. A comemoração do dia do nome é semelhante à comemoração de um aniversário, por isso a pessoa recebe presentes de familiares, amigos e colegas de trabalho. Nas ordens religiosas, o membro não é celebrado em seu aniversário, mas no dia da memória do santo ou do mistério da festa que lhe dá o nome na ordem (nome da ordem).

## Significado e uso

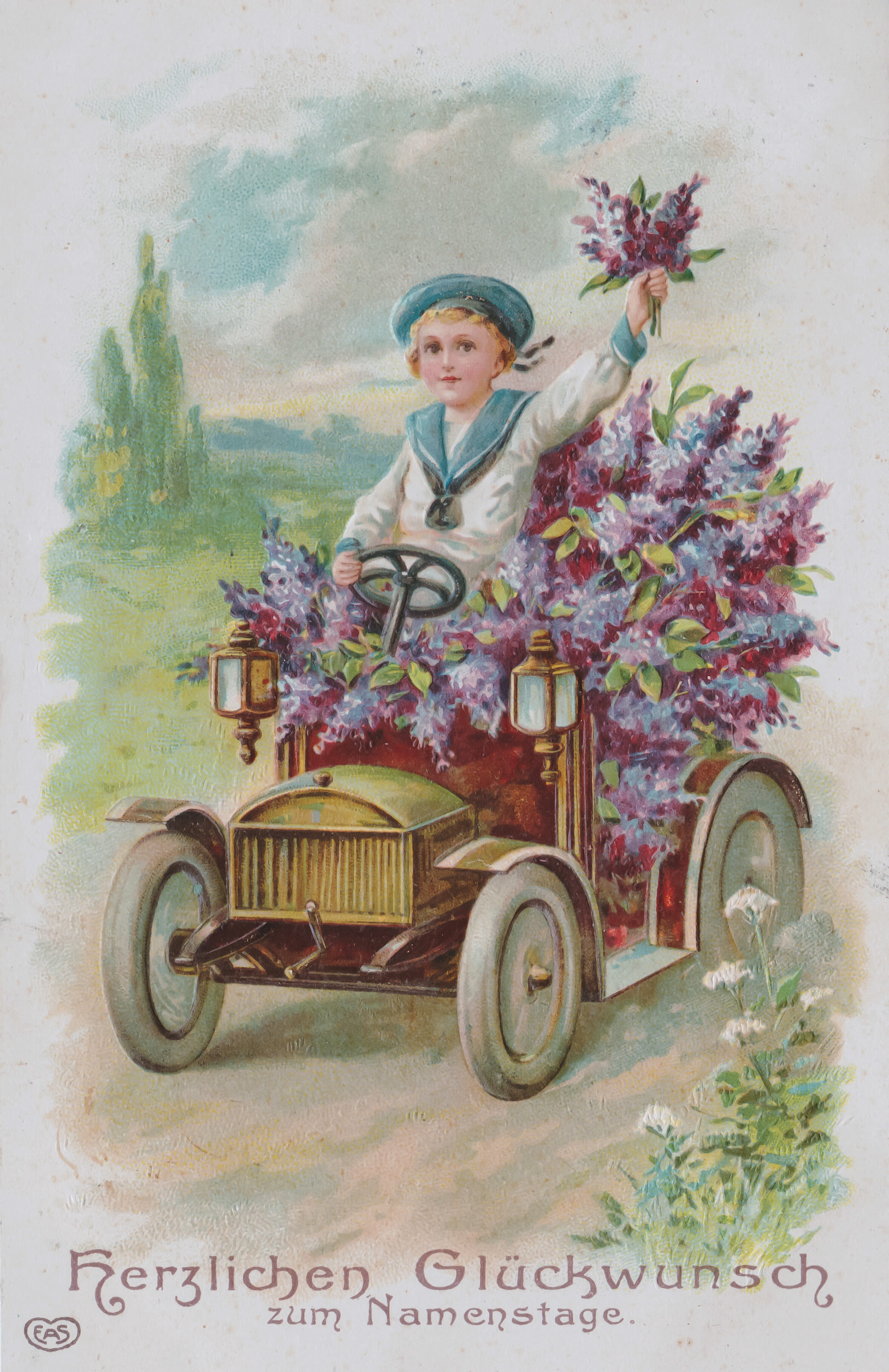
Cartão de dia do nome (1914)

No curso da cristianização dos povos fora do antigo Império Romano, os nomes cristãos tornaram-se uma marca distintiva e geralmente indicavam uma conexão especial com o santo cujo nome o catecúmeno havia adotado no batismo. O dia da memória do santo no calendário litúrgico da Igreja tinha um significado especial para o portador do nome, mas a data de nascimento muitas vezes não era conhecida.
Às vezes, no batismo (geralmente no dia seguinte ao nascimento), a pessoa batizada recebia o nome do santo do dia. Martinho Lutero, nascido em 10 de novembro de 1483, batizado em 11 de novembro, por isso recebeu o nome de St. Martinho de Tours. Alguns papas escolheram o nome do santo do dia como seu nome papal, como Martinho V, Sisto IV ou Clemente XI.
Após a Reforma, a Igreja Católica Romana manteve o culto aos santos. A importância do dia do nome aumentou na Igreja Católica durante a Contrarreforma . O Concílio de Trento (1545 a 1563) estabeleceu para a Igreja Católica:
O sacerdote deve garantir que as crianças não recebam nomes ofensivos ou ridículos, ou mesmo aqueles tirados de lendas ou de ídolos ou pagãos. Em vez disso, os nomes dos santos devem ser preferidos sempre que possível.
Para se distinguirem dos protestantes, os fiéis católicos devem afirmar regular e festivamente uma ligação próxima com seu respectivo santo padroeiro. A recomendação de dar aos candidatos ao batismo o nome de um santo pode ser encontrada no Catechismus Romanus de 1566 e também no Rituale Romanum de 1614.
O clero católico, portanto, promoveu a preferência pela celebração de dias de nome em vez de aniversários. Os franciscanos e os jesuítas, em particular, contribuíram mais tarde para a disseminação de novos nomes de santos entre a população.
Como o número de santos é muito maior do que o número de dias de um ano, muitas vezes vários santos padroeiros caem no mesmo dia. Além disso, alguns nomes têm vários santos que carregam o mesmo nome; a data da celebração do dia do nome depende de qual santo a pessoa recebe o nome. A lista de dias nominais refere-se principalmente ao calendário regional da área de língua alemã; em contraste, o calendário dos santos das igrejas ortodoxas e o calendário de nomes protestantes apresentam alguns desvios.
Há também apenas três pessoas cujo nascimento é comemorado pela Igreja. Estes são Maria, a mãe de Jesus, João Batista e o próprio Jesus Cristo.